# Pınar Toprak
Pınar Toprak   (Istanbul, 6 de març de 1980) és una compositora, directora i músic nord-americana d'origen turc, especialitzada en la creació de bandes sonores per a pel·lícules, documentals i videojocs.

## Biografia
Toprak va néixer i créixer a Istanbul, Turquia. El seu pare, que era un comptable, li va donar suport davant l'interès sobre la música i les pel·lícules, especialment les westerns i Superman. La compositora ha dit que sempre se sentia atreta per les històries dels superherois i els còmics de petita.
Toprak es va matricular al Conservatori Estatal d'Istanbul, el conservatori més antic de Turquia. Durant els seus estudis allà, es va centrar en la composició i la instrumentació. Va començar tocant el violí però més tard va canviar l'instrument de corda fregada per la guitarra.
Als 16 anys va acabar l'institut, i als 17 anys, se'n va anar a viure als Estats Units. Va viure amb el seu germà a Wisconsin, on va completar un breu programa d'ESL abans de matricular-se a Berklee. Durant aquest temps, va trobar feina com a guitarrista i pianista de jazz.
La compositora va rebre el títol en Música per a Cinema a Berklee l'any 2000, quan tenia 19 anys. Més tard, a Los Ángeles, va fer un màster en composició clàssica a la Universitat Estatal de Califòrnia, Northridge, el 2002. Va ser a la CSUN (California State University, Northridge) on la van recomanar per fer pràctiques a Paramount Pictures als 20 anys.

## Carrera
A Paramount Pictures, va rebre classes de composició  i va treballar per a la productora de Hans Zimmer, Media Ventures International (ara Remote Control). A més, va enfocar-se en la programació d'instruments sample. Al cap d'un any, va deixar la companyia de Hans Zimmer per treballar com a compositora assistent de William Ross.
El 2006, va compondre la banda sonora pel videojoc Ninety-Nine Nights, també per a Behind Enemy Lines 2. A partir de llavors, va treballar en més de quaranta llargmetratges, videojocs i projectes de televisió. Va treballar en la fanfàrria de Skydance Media del 2010 al 2022.
Entre la seva obra obra hi podem trobar la banda sonora de la comèdia romàntica The Lightkeepers (2009), que en el 2010 va ser guanyadora de premi International Film Music Critics Association (IFMCA) Award per la millor banda sonora d'una comèdia. La banda sonora de Toprak per a The Lightkeepers va arribar a la llista dels Oscar l'any 2011 a la millor banda sonora original. Va compondre la música del documental The Wind Gods (2011) per la qual va rebre el segon premi IFCMA a la millor banda sonora per a documentals. Va ser contractada per director Dean Devlin l'any 2017 per compondre la banda sonora deGeostorm, però més tard va ser acomiadada després que les productores Warner Bros i Skydance Media contractessin un nou director per a la pel·lícula. El mateix any però, el compositor Danny Elfman la va contractar per fer de compositora assistent per a la pel·lícula Justice League, de DC, del 2017, de la qual Zack Snyder n'era el director.
El que li va fer fer un salt molt gran en la indústria de les bandes sonores va ser presentar el tema principal per a la pel·lícula Captain Marvel (2019), que es va convertir en un èxit. Toprak és la primera dona que ha compost la banda sonora d'una pel·lícula de superherois important i la primera a compondre per a una pel·lícula que en el seu moment va guanyar més de mil milions de dòlars.
El mateix any 2019, va ser nominada als World Soundtrack Awards .
La seva obra també inclou la banda sonora de la sèrie Krypton (2018-2019), una preqüela de Superman; la sèrie de televisió de DC, Stargirl; i la sèrie McMillions (2020) d'HBO, per la qual va ser nominada al Primetime Emmy Award en la categoria d' Original Music Composition for s Documentary Series or Special. És la primera compositora turca nominada a un Emmy. La seva banda sonora en la pel·lícula The Tides of Fate la va fer mereixedora del premi ASCAP Shirley Walker Award el 2019, i també el tercer premi IFMCA a la millor banda sonora original per a una pel·lícula documental el 2019.
L'any 2022, Amazon va triar Toprak per compondre i dirigir una nova cançó com a tema primcipal per a les retransmissions "Thrusday Night Football", i es va convertir en la primera dona a escriure un tema original per a la National Football League (NFL), la lliga de futbol americà dels Estats Units. La compositora el va gravar a l'estudi Ocean Way de Nashville amb una orquestra amb 70 instruments. El nou tema va ser rebut amb molts elogis.

## Vida personal
L'any 2008, la compositora Toprak es va casar amb Thanos Kazakos, un compositor i dissenyador de so grec. Es van conèixer a Berklee, i van tenir una filla. El 2013 es van divorciar.